# 杨粲墓
杨粲墓位于中国贵州省遵义市红花岗区深溪镇坪桥村皇坟嘴，是南宋时期西南播州安抚使杨粲夫妇合葬墓，1982年被列为第二批全国重点文物保护单位。
杨粲墓三面环水，四周群山拱卫，规模宏大，这里曾经是宋代白锦堡治，其后成为杨氏家族墓地。杨粲墓建于南宋理宗淳祐年间(1241—1252年)，是一座仿木结构男女双室石墓，由496块白砂岩条石建筑，有雕刻190幅，石刻之丰富为西南已知宋墓之冠。